# シラノ・ド・ベルジュラックに会いたい!
『シラノ・ド・ベルジュラックに会いたい!』（シラノドベルジュラックにあいたい、Edmond）は2018年のフランスのコメディ映画。
監督はアレクシス・ミシャリク、出演はトマ・ソリヴェレとオリヴィエ・グルメなど。
アレクシス・ミシャリクによる2016年初演の舞台劇『エドモン』をミシャリク自ら監督・脚本を務めて映画化した作品で、1897年のパリを舞台に、劇作家エドモン・ロスタンによる戯曲『シラノ・ド・ベルジュラック』の誕生秘話を描いた群像喜劇である。
2018年8月に開催されたアングレーム・フランス語圏映画祭で初上映された。

## ストーリー
1895年、大女優サラ・ベルナールに気に入られた若手の劇作家で詩人のエドモン・ロスタンは彼女の舞台を手がけるが、作品は酷評され、劇場の支配人からは1週間での打ち切りを宣告される。傷心のエドモンを彼の才能を深く愛する妻ロズモンドは慰める。
それから2年後、なかなか芽が出ないエドモンをサラ・ベルナールは名優コンスタン・コクランに紹介するが、2時間後にコクランに新作を持っていけとの無理難題にエドモンは途方に暮れる。しかし、カフェの店主オノレからヒントを得たエドモンは、実在の剣術家で作家のシラノ・ド・ベルジュラックを主人公にした物語を思いつく。このアイデアを気に入ったコクランは3週間で喜劇として仕上げることをエドモンに命じる。
1ページも書けていないエドモンはプレッシャーもあり、なかなか筆が進まなかったが、衣装係の若い女性ジャンヌに恋をした親友の二枚目俳優レオにアドバイスをする中で次々とアイデアが生まれ、エドモンはレオになりすましてジャンヌと文通を始めることになる。ジャンヌを物語のヒロイン「ロクサーヌ」に重ねることで創作意欲を掻き立てられたエドモンは台本を書き進めていく。そんなエドモンの姿に妻ロズモンドは浮気を疑う。
一方、当代きっての名優だが借金まみれのコクランは、金を借りている投資家の言いなりになって、わがままな大女優マリアをヒロインに起用するだけでなく、無能な息子ジャンを大役である悪役のド・ギーシュ伯爵役に起用する。また、エドモンがレオになりすましていたことがレオに知られてしまい、レオとジャンヌ、そしてエドモンの3人の関係もこじれる。
さまざまなトラブルを抱えながらも、何とか稽古を進めていたエドモンらだったが、初日を1週間後に控えたある日、多額の借金によってパリ中の劇場から追放すると宣告されていたコクランに対して強制執行が行われ、公演は中止に追い込まれる。コクランをはじめ、関係者全員が諦める中、カフェの店主オノレは芸術家は戦うべきと皆を励まし、その言葉に奮起した一同は劇場に押しかけ、強引に稽古を再開、ついには予定通りに初日を迎える。
ところが初日当日になって、第1幕に登場する子爵役の俳優が現れず、さらにマリアが舞台のセリから落下するという緊急事態が発生する。混乱の中、子爵役には舞台監督のリュシアンを、マリアの代役には衣装係のジャンヌを起用することで、何とか舞台の幕を開ける。エドモンには不安しかなかったが、関係者の努力で強引に集められた観客すらも大絶賛し、舞台は大成功を収める。
こうしてエドモンは一気に名を上げ、コクランもシラノを演じる限りはパリの舞台に立てることになる。さらに、妻ロズモンドは夫の才能に改めて感銘を受け、エドモンとの夫婦関係は修復される。
エンドクレジットでは、コクランをはじめとする歴代のシラノ役の俳優が紹介される。

## キャスト
- エドモン・ロスタン: トマ・ソリヴェレ（フランス語版） - 主人公。売れない若手劇作家で詩人。
- コンスタン・コクラン（フランス語版）: オリヴィエ・グルメ - 当代きっての名優。シラノ役。
- マリア・ルゴー（フランス語版）: マティルド・セニエ（フランス語版） - わがままな大女優。ロクサーヌ役。
- レオ・ヴォルニー（フランス語版）: トム・レーブ（フランス語版） - エドモンの親友の二枚目俳優。クリスチャン役。女心に無頓着。
- ジャンヌ・ダルシー: リュシー・ブジュナー（フランス語版） - レオの恋の相手。衣装係。エドモンの詩のファン。
- ロズモンド・ジェラール（フランス語版）: アリス・ドゥ・ランクザン - エドモンの妻。
- サラ・ベルナール: クレマンティーヌ・セラリエ（フランス語版） - 大女優。コンスタンにエドモンを紹介。
- ジャン・コクラン（フランス語版）: イゴール・ゴーツマン（フランス語版） - コンスタンの息子。無能な俳優。
- リュシアン: ドミニク・ピノン - 舞台監督。
- アンジュ・フルリー: シモン・アブカリアン - 投資家。娼館の経営者。マリアの元愛人。
- マルセル・フルリー: マルク・アンドレオーニ（フランス語版） - 投資家。娼館の経営者。マリアの元愛人。
- オノレ氏: ジャン＝ミシェル・マルシァル（フランス語版） - カフェの店主。エドモンに着想を与える。
- ジョルジュ・フェドー: アレクシス・ミシャリク（フランス語版） - エドモンの知人の売れっ子喜劇作家。
- ジョルジュ・クールトリーヌ（フランス語版）: バンジャマン・ベルクール（フランス語版） - エドモンの知人の売れっ子劇作家。
- アントン・チェーホフ: ミシャ・レスコー（フランス語版） - エドモンが娼館で出会ったロシアの劇作家。

## 作品の評価

### 映画批評家によるレビュー
批評家からは概ね高評価である。
アロシネによれば、フランスの25のメディアによる評価の平均点は5点満点中3.6点である。
Rotten Tomatoesによれば、批評家の一致した見解は「軽薄で愉快な『シラノ・ド・ベルジュラックに会いたい!』は、古典的物語の舞台裏を想像し、気まぐれに楽しませてくれる作品となっている。」であり、31件の評論のうち高評価は81%にあたる25件で、平均点は10点満点中6.2点となっている。
Metacriticによれば、7件の評論のうち、高評価は4件、賛否混在は2件、低評価は1件で、平均点は100点満点中61点となっている。
映画評論家の山縣みどりと森直人はそれぞれの評論の中で、三谷幸喜作品との類似性を指摘している。

### 映画賞
第45回セザール賞で衣装デザイン賞（ティエリー・ドゥレトル）と美術賞（フランク・シュワルツ）にノミネートされたが、どちらも受賞はならなかった。